# Carlota de Saxe-Meiningen
Carlota de Saxe-Meiningen (em alemão:  Marie Charlotte Amalie Ernestine Wilhelmine Philippine; Frankfurt am Main, 11 de setembro de 1751  – Génova, 25 de abril de 1827) foi um membro da Casa de Saxe-Meiningen e princesa de Saxe-Meiningen por nascimento, tornando-se membro da Casa de Saxe-Gota-Altemburgo e duquesa-consorte de Saxe-Gota-Altemburgo através do seu casamento com Ernesto II, Duque de Saxe-Gota-Altemburgo.

## Família
Carlota era a filha mais velha do segundo casamento de António Ulrico, Duque de Saxe-Meiningen com a condessa Carlota Amália de Hesse-Philippsthal. Carlota era irmã mais velha de Carlos Guilherme, Duque de Saxe-Meiningen e de Jorge I, Duque de Saxe-Meiningen, sendo assim tia paterna da rainha Adelaide da Grã-Bretanha.

## Casamento
Carlota casou-se com Ernesto, príncipe-herdeiro de Saxe-Gota-Altemburgo (mais tarde duque de Saxe-Gota-Altemburgo), filho de Frederico III, Duque de Saxe-Gota-Altemburgo e da sua esposa, a princesa Luísa Doroteia de Saxe-Meiningen, a 21 de Março de 1769 em Meiningen. Carlota e Ernesto tiveram quatro filhos:
1. Ernesto, Príncipe-Herdeiro de Saxe-Gota-Altemburgo (27 de Fevereiro de 1770 – 3 de Dezembro de 1779), morreu aos nove anos de idade.
2. Augusto, Duque de Saxe-Gota-Altemburgo (23 de Novembro de 1772 – 27 de Maio de 1822), duque entre 1804 e 1822; casado primeiro com a princesa Luísa Carlota de Mecklemburgo-Schwerin; sem descendência. Casado depois com a princesa Carolina Amália de Hesse-Cassel; com descendência.
3. Frederico IV, Duque de Saxe-Gota-Altemburgo (28 de Novembro de 1774 – 11 de Fevereiro de 1825), duque entre 1822 e 1825; morreu solteiro e sem descendência.
4. Luís de Saxe-Gota-Altemburgo (21 de Outubro de 1777 – 26 de Outubro de 1777).

O marido de Carlota, Ernesto, era visto como um monarca iluminado e um grande mecenas das artes e da ciência, que levou o seu país a um rejuvenescimento cultural, sempre com o apoio da esposa.
Tal como marido, Carlota era uma mecenas da área da astronomia. Encomendou a realização de paneis em relevo para o astrónomo da corte, Franz Xaver von Zach, e também participava em observações, assim como no primeiro Congresso Europeu de Astronomia em 1798, que se realizou no Observatório de Seeberg. Além tudo isto, mantinha correspondência com os maiores astrónomos do seu tempo.

## Últimos anos
Após a morte do marido em 1804, a relação de Carlota com o seu filho, Augusto, tornou-se tumultuosa. Por causa disso, Carlota deixou a cidade de Gota, na companhia do astrónomo Franz Xaver von Zach e viveu durante algum tempo em Eisenberg. Mais tarde, os dois viajaram pela Europa do sul e viveram durante vários anos em Marselha, e, depois, em Génova, onde ela morreu em 1827.

## Títulos e formas de tratamento
- 11 de Setembro de 1751 – 21 de Março de 1769: Sua Alteza, a princesa Carlota de Saxe-Meiningen, Duquesa da Saxónia
- 21 de Março de 1769 – 10 de Março de 1772: Sua Alteza a princesa-herdeira de Saxe-Gota-Altemburgo, a princesa de Saxe-Meiningen, duquesa da Saxónia
- 10 de Março de 1772 – 20 de Abril de 1804: Sua Alteza, a princesa de Saxe-Gota-Altemburgo, princesa de Saxe-Meiningen, duquesa da Saxónia
- 20 de abril de 1804 – 25 de abril de 1827: Sua Alteza, a princesa-viúva de Saxe-Gota-Altemburgo, princesa de Saxe-Meiningen, duquesa da Saxónia

## Genealogia
| Carlota de Saxe-Meiningen | Pai: António Ulrico, Duque de Saxe-Meiningen | Avô paterno: Bernardo I, Duque de Saxe-Meiningen     | Bisavô paterno: Ernesto I, Duque de Saxe-Gota                            |
| Carlota de Saxe-Meiningen | Pai: António Ulrico, Duque de Saxe-Meiningen | Avô paterno: Bernardo I, Duque de Saxe-Meiningen     | Bisavó paterna: Isabel Sofia de Saxe-Altemburgo                          |
| Carlota de Saxe-Meiningen | Pai: António Ulrico, Duque de Saxe-Meiningen | Avó paterna: Isabel Leonor de Brunswick-Wolfenbüttel | Bisavô paterno: António Ulrich, Duque de Brunsvique-Luneburgo            |
| Carlota de Saxe-Meiningen | Pai: António Ulrico, Duque de Saxe-Meiningen | Avó paterna: Isabel Leonor de Brunswick-Wolfenbüttel | Bisavó paterna: Isabel Juliana de Schleswig-Holstein-Sønderburg-Nordborg |
| Carlota de Saxe-Meiningen | Mãe: Carlota Amália de Hesse-Philippsthal    | Avô materno: Carlos I, Conde de Hesse-Philippsthal   | Bisavô materno: Filipe, Conde de Hesse-Philippsthal                      |
| Carlota de Saxe-Meiningen | Mãe: Carlota Amália de Hesse-Philippsthal    | Avô materno: Carlos I, Conde de Hesse-Philippsthal   | Bisavó materna: Catarina de Solms-Laubach                                |
| Carlota de Saxe-Meiningen | Mãe: Carlota Amália de Hesse-Philippsthal    | Avó materna: Carolina Cristina de Saxe-Eisenach      | Bisavô materno: João Guilherme III, Duque de Saxe-Eisenach               |
| Carlota de Saxe-Meiningen | Mãe: Carlota Amália de Hesse-Philippsthal    | Avó materna: Carolina Cristina de Saxe-Eisenach      | Bisavó materna: Cristina Juliana de Baden-Durlach                        |

## Literatura
- Bärbel Raschke: Charlotte Amalie Herzogin von Sachsen-Meiningen (1730-1801). Leben und Wirken im Kontext westeuropäischer und deutscher Aufklärung. Em: Francia 2. Bd. 25, 1999, ISSN 0937-7743, S. 69-103.
- Ingeborg Titz-Matuszak und Pedro Brosche (Hrsg.): Das Reisetagebuch 1807 der Herzogin Charlotte Amalie von Sachsen-Gotha-Altenburg. Thüringisches Staatsarchiv Gotha, Gotha 2003 (=Reihe: Schriften des Thüringischen Staatsarchivs Gotha. Bd.1. ISSN 1612-0582).